# Bollmannia communis
Bollmannia communis és una espècie de peix de la família dels gòbids i de l'ordre dels perciformes.

## Morfologia
Els mascles poden assolir els 10 cm de longitud total.

## Distribució geogràfica
Es troba al sud de Florida (Estats Units) i tot el Golf de Mèxic.